# Pascaline Wangui
Pascaline Wangui, née le 30 novembre 1960 à Nakuru, dans la Vallée du Rift, est une athlète kényane courant de longue distance. Elle a détenu le record Kenyan du marathon et est la première femme kenyane et la première africaine noire à avoir remporté un marathon international. Elle a représenté à deux reprises (1988 et 1992) son pays natal aux Jeux olympiques d'été.

## Parcours
Le Kenya et l’Éthiopie vont dominer pendant plusieurs décennies, à la fin du XXe siècle et au XXIe siècle, les courses de fonds et le marathon. Pour les hommes, la voie est ouverte par Abebe Bikila au marathon des Jeux olympiques de Rome en 1960. L'athlétisme éthiopien fait son entrée en force sur les podiums des courses de fond et demi-fond. La vie en altitude qui favorise la production de globules rouges et la volonté de sortir de la pauvreté grâce à la course en sont probablement les principales raisons. Puis, les meilleurs coureurs sur les épreuves endurance en course à pied vont progressivement venir d'un pays un peu plus au sud de l'Ethiopie, toujours dans la vallée du Rift, le Kenya, avec, en précurseur, toujours pour les hommes, Kipchoge Keino. Les camps d'entraînement y sont collectifs, avec une forte émulation.
L'apparition des femmes kényanes sur les podiums nationaux puis internationaux est longtemps restée bloquée par les traditions culturelles et le rôle dévolu à ses femmes dans les communautés familiales. Il faut attendre la génération suivante, et la fin des années 1980. Pascaline Wangui représente ainsi son pays aux jeux olympiques de Séoul en 1988, mais ne se classe que 49e dans le classement féminin. L'année suivante, elle remporte par contre le marathon de Rome, première femme africaine noire à remporter un marathon international. Deux ans plus tard, elle améliore son record personnel et devient détentrice du record national féminin du Kenya en marathon avec un temps de 2 h 37 min 23 s au marathon de Houston.
L'année suivante, en 1992, elle remporte le marathon de Vienne, et représente à nouveau son pays aux jeux olympiques de Barcelone en 1992 ,,.

## Principaux résultats internationaux
| Date | Compétition                                  | Lieu      | Résultat | Épreuve  | Temps           |
| ---- | -------------------------------------------- | --------- | -------- | -------- | --------------- |
| 1988 | Athlétisme aux Jeux olympiques d'été de 1988 | Séoul     | 49       | Marathon | 2 h 47 min 42 s |
| 1989 | Marathon de Rome                             | Rome      | 1        | Marathon | 2 h 46 min 28 s |
| 1991 | Marathon de Houston                          | Houston   | 4        | Marathon | 2 h 37 min 23 s |
| 1991 | Championnats du monde d'athlétisme 1991      | Tokyo     | 18       | Marathon | 2 h 45 min 22 s |
| 1992 | Marathon de Vienne                           | Vienne    | 1        | Marathon | 2 h 40 min 50 s |
| 1992 | Athlétisme aux Jeux olympiques d'été de 1992 | Barcelone | 28       | Marathon | 2 h 56 min 46 s |